# Phaeogalera sphagneti
Phaeogalera sphagneti är en svampart som beskrevs av Kühner 1973. Phaeogalera sphagneti ingår i släktet Phaeogalera och familjen Strophariaceae.   Inga underarter finns listade i Catalogue of Life.